# Conostigmus harringtoni
Conostigmus harringtoni är en stekelart som först beskrevs av William Harris Ashmead 1888.  Conostigmus harringtoni ingår i släktet Conostigmus och familjen trefåresteklar. Inga underarter finns listade i Catalogue of Life.